# Immobilizm
Immobilizm (łac. immobilis -e – nieruchomy, niewzruszony, niezmienny) – pojęcie politologiczne oznaczające paraliż polityczny jako efekt słabej władzy wykonawczej oraz podziałów parlamentarnych i społecznych.

## Kontekst historyczny i charakterystyka
Określenia tego używa się najczęściej do opisu sytuacji politycznej Francji okresu trzeciej i czwartej republiki. Czas ten (1870–1958, z przerwą na funkcjonowanie Vichy) charakteryzował się niestabilnością tworzonych koalicji rządowych. To skutkowało niemożnością podejmowania przez polityków decyzji adekwatnych do zmieniającej się rzeczywistości. W tej sytuacji funkcjonowanie państwa oparte było na służbie cywilnej, niezależnej od politycznych wstrząsów i związanych z nimi społecznych podziałów.
Podobnego terminu używa się czasem przy opisie sytuacji politycznej we Włoszech. Zwraca się jednak uwagę na fakt, że zmiany gabinetu na Półwyspie Apenińskim nie oznaczają politycznego trzęsienia ziemi, a ministerialne przetasowania.